# 勒内·拉塞尔
勒内·拉塞尔（法語：René Lasserre，1895年10月9日—1965年8月19日），法国男子橄榄球运动员。他曾代表法国参加1924年夏季奥林匹克运动会橄榄球比赛，获得一枚银牌。